# Louis Namy
Louis Namy, né le 14 juin 1908 à Bordeaux et mort le 2 décembre 1987 à Arpajon, est un homme politique français. Membre du Parti communiste français, il est sénateur de Seine-et-Oise puis de l’Essonne et conseiller général du canton d'Arpajon.

## Biographie

### Études et formation
Louis Namy suit des études primaires. Il exerce la profession de peintre en bâtiment jusqu’à 1945. À la Libération, il devient administrateur du journal communiste La Marseillaise de Seine-et-Oise et délégué cantonal de l’école publique.

### Parcours politique
Il adhère au Parti communiste français au début des années 1930. Lors des élections cantonales de 1934, il est présenté par son parti dans le canton d'Arpajon, sans succès. Au moment du Front populaire, il est l'un des responsables locaux du PCF.
En raison de son appartenance au parti communiste, il est arrêté et interné, fin 1940 au camp d’internement de Voves. Il parvient à s’échapper en janvier 1944 en se cachant dans un tonneau. Dès ce moment il reprend place dans la Résistance en Poitou et dans le Bordelais.
Louis Namy reprend sa carrière politique locale en 1945 en étant délégué de l’Assemblée consultative départementale provisoire et conseiller municipal d’Arpajon en avril, puis conseiller général du canton d’Arpajon en septembre. En 1951, il est élu au Conseil de la République pour représenter la Seine-et-Oise. Il poursuit sa carrière dans le département de l’Essonne en conservant ses mandats de sénateur jusqu’en 1975 et de conseiller général jusqu’en 1976.

## Synthèse des fonctions politiques

### Mandats nationaux

#### Conseiller puis sénateur de Seine-et-Oise
Louis Namy est élu sénateur du département de Seine-et-Oise le 19 juillet 1951. Il conserve son mandat jusqu’à la suppression de ce département en 1968, passant ainsi de la quatrième République à la cinquième. 
Il est nommé secrétaire du Conseil de la République les 13 janvier 1953, 12 janvier 1954, 11 janvier 1955, 7 juillet 1955, 6 octobre 1955, 4 octobre 1956 et 3 octobre 1957,,,,,,.

#### Sénateur de l’Essonne
Louis Namy est élu sénateur de l’Essonne dès la création du département en 1968 et conserve son mandat jusqu’en 1975. Au Sénat, il est membre et secrétaire de la commission des lois constitutionnelles, de législation, du suffrage universel, du Règlement et d'administration général. Il est aussi secrétaire du Sénat.

### Mandats locaux

#### Conseiller général du canton d'Arpajon
Louis Namy est élu conseiller général du canton d'Arpajon, alors subdivision du département de Seine-et-Oise en 1945. Il reste élu dans le même canton après la création du département de l’Essonne jusqu’en 1976.

### Autres mandats
Louis Namy siège au conseil municipal d’Arpajon entre avril 1945 et octobre 1947.

## Décoration
Louis Namy a été décoré des palmes académiques.

## Intégrité publique et condamnations
En mai 1950, il est condamné par la cour d'appel de Paris à 10 000 francs d’amende pour diffamation dans le cadre de la campagne municipale de 1947 à Saint-Cloud. En juillet 1951, il est jugé pour coups et blessures.